# Oceania Rugby Women's Championship
Oceania Rugby Women’s Championship è il campionato oceaniano di rugby a 15 femminile.
Istituito nel 2016 da Oceania Rugby, esso assegna il titolo di campione continentale e, relativamente all’edizione d’esordio, svolse anche la funzione di zona oceaniana di qualificazione alla Coppa del Mondo di rugby femminile 2017.

## Storia
Il torneo fu ideato da Oceania Rugby nel 2016 come competizione continentale, nella doppia veste di sbocco naturale per il rugby internazionale (fino ad allora assente) nel Pacifico nonché di criterio di determinazione della squadra regionale da designare per i successivi turni di qualificazione alla Coppa del Mondo femminile; per la prima edizione del torneo, essendo Australia e Nuova Zelanda già qualificate alla Coppa del Mondo 2017, fu decisa una competizione in gara unica tra Figi e Papua Nuova Guinea.
La squadra campione avrebbe poi proseguito il suo cammino di qualificazione nello spareggio di ripescaggio asiatico/oceaniano in programma a fine anno a Hong Kong.
L’apertura ufficiale si tenne a Suva, capitale delle Figi, la cui formazione ospitò le papuane, il 5 novembre 2016; all’evento presenziò la rappresentante dell’Agenzia delle Nazioni Unite per l’uguaglianza di genere Aleta Miller.
La partita dell'edizione d'esordio fu una netta vittoria delle figiane per 37-10: Papua Nuova Guinea fu in partita fino a circa il decimo minuto della ripresa quando Figi conduceva ancora 13-10 ma il prosieguo del secondo tempo vide un monologo della squadra di casa che mise a segno 24 punti senza replica.
La seconda edizione si tenne interamente a Lautoka, ancora alle Figi, dal 16 al 24 novembre 2018.
Si tenne con la formula del girone unico all'italiana e vide la partecipazione, oltre alle due che si contesero il titolo inaugurale, anche delle nazionali di Samoa e Tonga.
Le due migliori formazioni del torneo, Figi e Samoa, arrivarono appaiate in classifica all'ultimo incontro, di fatto uno spareggio per il titolo, e Figi ebbe la meglio per 43-12, confermandosi quindi campione della competizione.

## Albo d’oro
| Edizione | Paese organizzatore | Vincitore        | Secondo            |
| -------- | ------------------- | ---------------- | ------------------ |
| 2016     | Figi                | Figi             | Papua Nuova Guinea |
| 2018     | Figi                | Figi             | Samoa              |
| 2019     | Figi                | Nuova Zelanda XV | Figi               |
| 2022     | Nuova Zelanda       | Figi             | Samoa              |
| 2023     | Australia           | Samoa            | Figi               |